# パンアメリカン航空73便ハイジャック事件
パンアメリカン航空73便ハイジャック事件とは、パキスタンで発生したハイジャック事件である。

## 襲撃
1986年9月5日早朝、パキスタンのカラチ空港に駐機していたパンアメリカン航空73便（ボーイング747型旅客機、乗客416人、乗員13人）がアラビア語を話す4人の武装したグループに占拠された。
同機はインドのムンバイから飛来し、西ドイツのフランクフルトを経由してニューヨークに向かう予定であり、駐機場で離陸のための準備中であった。
パキスタンで搭乗した乗客を含め約半数はインド人であり、84人がパキスタン人、44人がアメリカ人、16人がイタリア人、15人がイギリス人で、その他はドイツ人などであった。
73便がカラチ空港に着陸後、普段着の男2人が空港内に侵入したが、誰も気付かなかった。一方、青い制服にバッジをつけた整備員姿の男2人が空港の警備車に似せた塗装のライトバンに乗ってやってきた。両者は誘導路上で合流し、乗客が搭乗中の73便に向かった。
午前6時5分、4人は威嚇射撃を繰り返しながら機内に乱入し、ファーストクラスの乗客全員を後部客室に移動させた。続いてスチュワーデスにハッチを閉めるよう命じ、乗客に座ったまま頭の後ろで手を組むよう指示した。
ハイジャックを察知したパイロットら3人はコックピットのドアに鍵をかけ、天井の脱出口から機外に逃れ、ケーブルを伝って地上に降りた後、空港ビルに逃げ込んだ。
これは地上でハイジャックされた場合、犯人を機内に閉じ込めるために考えられた対策であり、乗務員マニュアルにも記載され、実際に実行されて成功した初のケースであった。
パイロットがいないことに気付いた犯人は激怒し、アメリカ人乗客の1人を搭乗口に連れて行き、命乞いするのも構わず頭を撃ち抜いて殺害した。そして、死体を機外に放り出した。犠牲者は2ヵ月前にアメリカの市民権を獲得したばかりのインド人ラジュシュ・クマールであった。
米国人ばかり狙われることを懸念した乗務員が乗客にパスポートを隠すよう指示したためか、次に選ばれたのはイギリス人だった。しかし、幸運にも最後まで無事であった。
ハイジャック犯は空港当局に対し、日没までにパイロットを復帰させるよう要求した。

## 交渉
パキスタン政府は管制塔に対策本部を設置し、無線による犯人との交渉を試みた。が、パイロットが機内にいないため、連絡はうまくいかなかった。
交渉役はハンドマイクを使ったが、英語が通じず、拙いアラビア語に切り替えた。2時間後、サウジアラビア航空の通訳が来て意思疎通がスムーズになった。
犯人はキプロスのラルナカに飛ぶよう求めた。そのためパイロットの到着時刻を午後7時と定め、要求が通らなければ乗客を1人ずつ殺害すると脅した。
犯人がキプロス行きを求めたのは、前年9月にヨットで遊んでいたイスラエル人3人を殺害した罪で収監されているパレスチナ人2人とイギリス人1人、武器の不法所持で逮捕されたレバノン人1人の釈放を求めるためであった。
この要求はパキスタン政府からキプロス政府に伝えられたが、キプロス政府は拒否した。このことは犯人には伝えられなかった。
パキスタン政府は交渉で時間稼ぎを図り、不測の事態に備えて救急車数十台を用意し、カラチ市内のすべての病院に医師と看護師を待機させた。
午後4時、当局はヨーロッパからの代わりのパイロットの到着が遅くなると伝え、犯人は最終期限を午後12時に変更した。

## 無差別銃撃
パキスタン政府は早い段階で特殊部隊を機内に突入させることを決めていた。そのための訓練も繰り返した。アメリカ軍の応援を受ける計画もあった。
交渉による時間稼ぎで突入されることを恐れた犯人は、自分たちの周りに人質を集め、管制官に「爆弾を仕掛けた。近付くと爆発させる」と脅迫した。
午後8時、機内の照明が暗くなり始めた。燃料が残り少なくなり、空調も止まった。機内は蒸し風呂のようになった。
やがて発電機が停止し、自動的にバッテリーに切り替わった。乗客たちの吐く炭酸ガスで機内は酸欠状態となり、人々の意識は朦朧となった。犯人は人質を機の中央部に集めた。
事件発生から16時間が経過した午後9時55分、機内は突然真っ暗になった。照明が完全に消え、無線も通じなくなった。犯人たちはいずれ電力の供給が断たれることを知らなかった。対策本部はこのことを犯人に伝えようとしたが、うまくいかなかった。
犯人は暗闇を突入開始の合図と誤認してしまった。彼らは人質に手榴弾を投げつけ、無差別銃撃を始めた。73便を遠巻きに囲んでいた特殊部隊は突入をためらった。暗闇の中で同士討ちを恐れたのだった。
特殊部隊が機内に突入したのは最初の銃声が聞こえてから15分ほど後のことだった。犯人2人は乗客に紛れて逃げようとしたが、見破られて警察官に引き渡された。リーダーの1人は重傷を負っていた。

## 結果
犯人は当初5人とみられていたが、実際は4人で全員逮捕された。この事件で100人近い乗客乗員が死傷した。負傷者の半数が重傷で、当初の死者は子供を含む16人だったが、9月11日までに21人に増えた。うち半数以上がインド人であり、2人がアメリカ人、他はパキスタン人とメキシコ人であった。
検死では10人が銃弾で、7人が手投げ弾で殺され、4人が機外への脱出時に死亡したという。
この事件による犠牲者数は、前年に発生したエジプト航空648便ハイジャック事件に次いで2番目に多いものであった。